# Eunice Rondino
Eunice Rondino é uma ex-voleibolista brasileira que conquistou a medalha de ouro nos Jogos Pan-Americanos de 1963 atuando pela Seleção Brasileira de Voleibol Feminino.

## Carreira
A paulista Eunice foi caloura na Seleção Brasileiracom apenas 18 anos. Iniciou jogando por clubes em 1956 no Clube Universitário de São Paulo; garantiu sua inclusão na seleção pelas boas atuações na concentração de Volta Redonda. Conquistou o bicampeonato paulista e vice-campeonato brasileiro. Na Seleção Brasileira conquistou a medalha de ouro Jogos Pan-Americanos de 1963 e ouro em Campeonatos Sul-Americanos, vestindo a camisa de número 6 , época que defendia o Esporte Clube Pinheiros. Defendeu também as cores do Botafogo como também jogadora de basquete foi bicampeã na campanha do tetracampeonato do clube de 1960-1963 onde esteve também Isaura Marly Gama Álvarez, a exemplo dela disputava as duas modalidades.

## Títulos e Resultados
Campeonato Mundial de Voleibol Feminino
- 1960-5º Lugar (Rio de Janeiro,  Brasil)[8]